# Trichosirius cavatocarinatus
Trichosirius cavatocarinatus es una especie de molusco gasterópodo de la familia Capulidae.

## Distribución geográfica
Se encuentra  en Nueva Zelanda.